# Det vilde ræs (film fra 1977)
 For alternative betydninger, se Det vilde ræs. (Se også artikler, som begynder med Det vilde ræs)
Det vilde ræs (org: Smokey and the Bandit) er en amerikansk komediefilm fra 1977.

## Plot
Den rige og smarte Texas-forretningsmand Big Enos Burdette (Pat McCormick) og hans søn, Lille Enos (Paul Williams) som forsøger at finde en lastbilchauffør villig nok til at transportere Coors øl til Georgia. Desværre på grund af føderale spirituslove og statslige skatteregler er forsendelser øst for Mississippi-floden anset for ulovlige, de lastbilchauffører, der havde taget væddemålet tidligere var blevet opdaget og anholdt af "Smokey" (slang for færdselspoliti). På et lokal lastbilsrodeo, finder de Texas' legendariske lastbilchauffør Bo "Bandit" Darville (Burt Reynolds) og tilbyder ham US $ 80,000, prisen på en ny lastbil, til at smugle 400 kasser af Coors øl fra Texarkana, Texas (den østligste del af landet, hvor Coors er lovligt) til "Southern Classic" lastbilsrodeoet i Georgia på under 28 timer, kørsel på i alt 1330 miles. Bandit accepterer væddemålet og rekrutterer kollegaen trucker Cledus "Snemand" Snow (Jerry Reed) til at køre lastbilen (Snow medbringer sin hund, en bassethund med navnet "Fred",). Efter at have anmodet om et forskud fra Burdettes til en "hurtig bil", køber Bandit en sort Pontiac Trans Am, som han selv vil køre som en "blocker";  en bil til at aflede opmærksomheden fra lastbilen og dens last.
Duoen når Texas forud for tidsplanen, læsser deres lastbil med Coors øl, nu går turen imod Georgia. Undervejs tager Bandit blafferen den professionelle danser og tilsyneladende Runaway Bride Carrie (Sally Field) op, hvem han giver øgenavnet "Frøen", fordi hun "altid hopper rundt". Men ved at opsamle Carrie bliver Bo målet for sherif Buford T. Justices (Jackie Gleason) vrede, en respektabel politimand med over 30 år anciennitet, hvis meget enfoldige søn Junior (Mike Henry) skulle have været Carries brudgom.
Resten af filmen er i det væsentlige en stor high-speed chase, hvor Bandit og Frog tiltrækker vedvarende opmærksomhed fra de lokale og delstatens politi, mens Snowman kører imod øst med Coors øl. Trods at de forlader deres retskreds, fortsætter sherif Justice og hans søn med at forfølge Bandit og co., ligesom diverse uheld forfølger dem igennem jagten på Bandit. Bandit og Snemand får hjælp af en række farverige figurer som de møder undervejs, hvoraf mange er lastbilchauffører de kontakter gennem deres CB radioer; disse bekendte giver dem mulighed for at undslippe politiets forfølgelse ved talrige lejligheder. Hverken Justice eller nogen af de andre politifolk er stadig opmærksomme på Snemandens ulovlige last af Coors.
På trods af en næsten konstant politijagt og flere vejspærringer, ankommer Bandit, Snemand, Frog og Fred på Southern Classic med en påhængsvogn af Coors øl ti minutter før deadline.

## Eksterne Henvisninger
- Det vilde ræs på Internet Movie Database (engelsk)
- Det vilde ræs på Filmdatabasen
- Det vilde ræs i Svensk Filmdatabas (svensk)
- Det vilde ræs på AlloCiné (fransk)
- Det vilde ræs på MovieMeter (nederlandsk)
- Det vilde ræs på AllMovie (engelsk)
- Det vilde ræs hos American Film Institute (engelsk)
- Det vilde ræs på Turner Classic Movies (engelsk)
- Det vilde ræs på The Movie Database (engelsk)
- Det vilde ræs på Rotten Tomatoes (engelsk)